# Polichoron
Polichoron – czterowymiarowa wielokomórka (4-politop). Składa się z elementów o niższych wymiarach, czyli odpowiednio: trójwymiarowych komórek (wielościanów), ścian (wielokątów) oraz krawędzi i wierzchołków. Nazwa pochodzi od greckich słów poly – dużo i choros – przestrzeń.
Polichoron jest czterowymiarowym odpowiednikiem wielościanu i wielokąta (odpowiednio w trzecim i w drugim wymiarze).
Polichorony to zamknięte, czterowymiarowe figury. Najbardziej znanymi przykładami są: czterowymiarowy sympleks oraz czterowymiarowy oktachoron.
W wierzchołku polichoronu spotykają się co najmniej cztery krawędzie. W każdej krawędzi schodzą się co najmniej trzy ściany. Natomiast w każdej ścianie spotykają się dokładnie dwie trójwymiarowe komórki, które są analogiem ściany w niższym wymiarze i są wielościanami. Ponadto przyległe komórki leżą w różnych trójwymiarowych hiperpłaszczyznach.

## Polichorony foremne
Czyli 4 wymiarowe odpowiedniki brył platońskich, zidentyfikowane przez Ludwiga Schläfliego.
| Polichoron                         | Symbol Schläfliego | Liczba wierzchołków | Liczba krawędzi | Liczba ścian | Liczba komórek | Figura wierzchołkowa | Polichoron dualny | Wielokąt Petriego |
| ---------------------------------- | ------------------ | ------------------- | --------------- | ------------ | -------------- | -------------------- | ----------------- | ----------------- |
| 5-komórka (pentachoron)            | {3,3,3}            | 5                   | 10              | 10           | 5              | czworościan          | samodualny        | pięciokąt         |
| 8-komórka (oktachoron) (tesserakt) | {4,3,3}            | 16                  | 32              | 24           | 8              | sześcian             | 16-komórka        | ośmiokąt          |
| 16-komórka                         | {3,3,4}            | 8                   | 24              | 32           | 16             | ośmiościan           | 8-komórka         | ośmiokąt          |
| 24-komórka                         | {3,4,3}            | 24                  | 96              | 96           | 24             | sześcian             | samodualny        | dwunastokąt       |
| 120-komórka                        | {5,3,3}            | 600                 | 1200            | 720          | 120            | czworościan          | 600-komórka       | 30-kąt            |
| 600-komórka                        | {3,3,5}            | 120                 | 720             | 1200         | 600            | dwudziestościan      | 120-komórka       | 30-kąt            |